# Mankî, Ripkî
Mankî (în ucraineană Маньки) este un sat în comuna Malînivka din raionul Ripkî, regiunea Cernihiv, Ucraina.

## Demografie
Componența lingvistică a localității Mankî
     Ucraineană (94,61%)
     Rusă (4,19%)
     Alte limbi (0,6%)
Conform recensământului din 2001, majoritatea populației localității Mankî era vorbitoare de ucraineană (94,61%), existând în minoritate și vorbitori de rusă (4,19%).